# Thomas Morstead

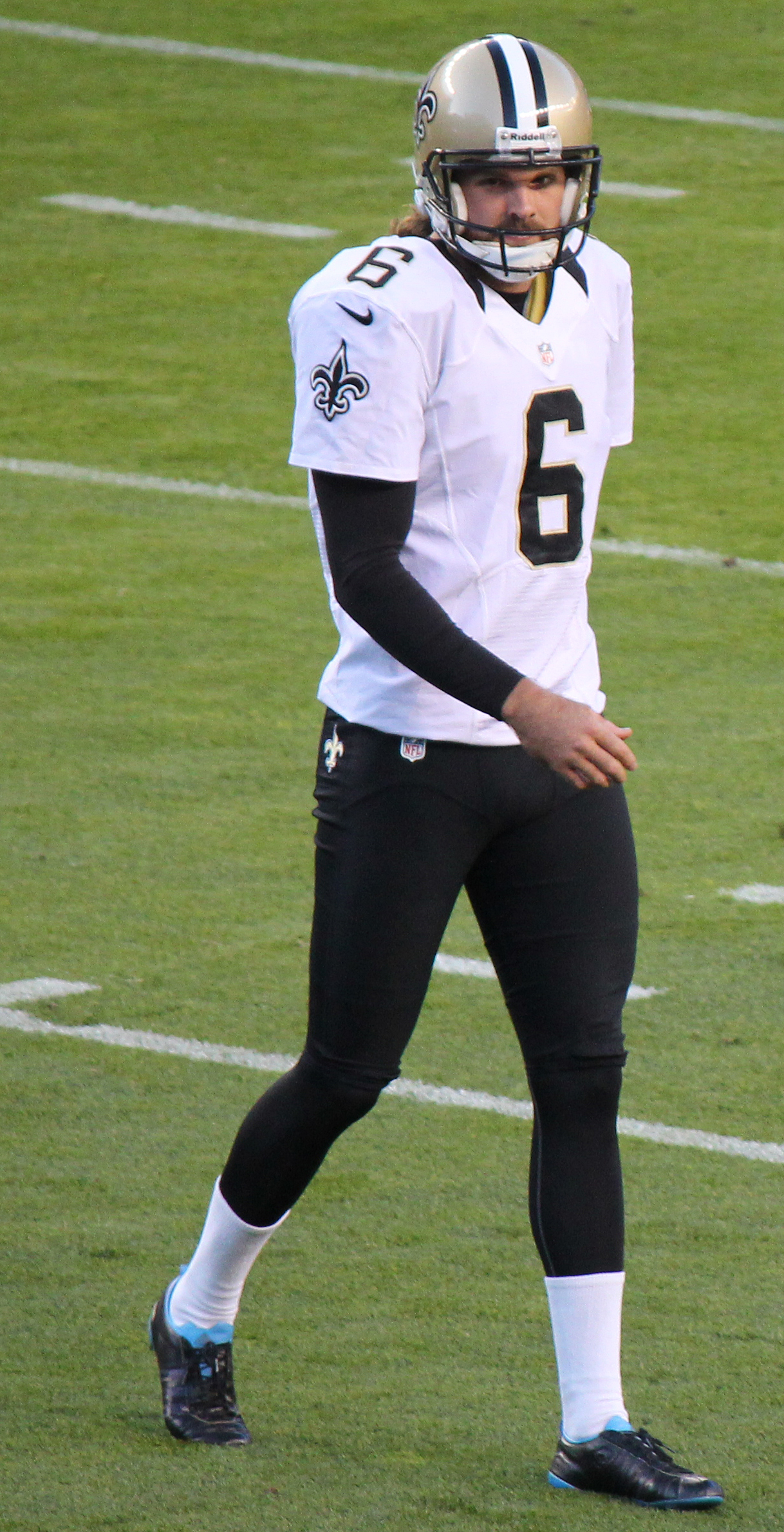
Imagem do jogador de futebol americano estadunidense Thomas Morstead.

Thomas James Morstead  (Houston, Texas 8 de março de 1986) é um jogador de futebol americano que atua na posição de punter pelo New York Jets na National Football League (NFL). Ele jogou futebol americano universitário na Universidade Metodista Meridional (SMU) e foi draftad pelo New Orleans Saints na quinta rodada do draft de 2009. Ele foi foi campeão da temporada da NFL de 2009 pelos Saints.

## Estatísticas
- Punts: 953
- Jardas: 44 644 jardas
- Média: 46,8 jardas
- Punt mais longo: 70 jardas
- Dentro das 20 jardas: 350